# ニール・キルケニー
ニール・マーティン・キルケニー（Neil Martin Kilkenny、1985年12月19日 - ）は、イングランド出身のサッカー選手。パース・グローリーFC所属。ポジションはミッドフィールダー。 U-23オーストラリア代表として北京オリンピックに出場し、オーストラリアA代表としてAFCアジアカップ2011などで7試合に出場している。

## 経歴
グレーター・ロンドンのインフィールド・ロンドン特別区に生まれたキルケニーは、4歳の時に家族と共にオーストラリアのブリスベンへ移住し、そこで育った。しかしサッカーで優れた才能を示した彼は、11歳の時チャンスを得るために家族でイングランドへ帰国した。そしてアーセナルFCのユース育成プログラムへと招かれ、アーセナルFCの下部組織で育つこととなる。
順調に成長していったキルケニーは、イングランド代表U-18などでプレイした。しかしキルケニーは、アーセナルFCにおいては不遇の時期を過ごし、クラブを去ることを決断した。そしてアストン・ヴィラFCやマンチェスター・シティFC・レスター・シティFCなどのトライアルを受けた後、2004年1月にフリートランスファーでバーミンガム・シティFCに加入した。

## クラブ略歴

### バーミンガム・シティ
キルケニーは2年半の契約にサインした。高い能力と将来性を認められたが、まだトップチームでプレイするレベルには達していないと判断され、レンタル移籍で修行を積むこととなった。そして彼はリーグ1（実質3部）のオールダム・アスレティックAFCに加入する。そこでキルケニーは2試合目で2ゴールをマークしたり、FAカップでマンチェスター・シティFC相手にフリーキックを決めるなどして、その年のクラブ最優秀若手選手に輝いた。
2005-2006年シーズン、バーミンガムへ戻ったキルケニーは、スティーブ・ブルース監督から出場機会を保証できない旨を伝えられたが、トップチームに残ることを選んだ。そしてそのシーズンは、交代出場を中心に25試合に出場したが、チームはチャンピオンシップへと降格した。翌シーズン、キルケニーは出番に恵まれず、わずか2試合に先発するにとどまった。彼は不満を募らせ、2007年7月30日に再びオールダム・アスレティックへとレンタルで移籍した。

### リーズ・ユナイテッド
2008年1月4日、キルケニーはレンタル移籍で今度はリーグ1のリーズ・ユナイテッドFCに加入する。とはいっても、当初より完全移籍を前提としたレンタルであった。彼はここで3年半の契約にサインした。この間に北京オリンピックへのオーストラリア代表の招集に応じている。主力として活躍しているキルケニーは、2010年12月には契約を延長してリーズ・ユナイテッドFCでプレイしたいという希望を明らかにした。また同じ月、AFCアジアカップ2011へのオーストラリア代表のメンバーに招集された。

### ブリストル・シティ
2011年7月、ブリストル・シティFCへ完全移籍した。

### プレストン・ノースエンド
2013年11月14日、プレストン・ノースエンドFCへ1か月の期限でレンタル移籍。2014年1月6日に完全移籍した。

### メルボルン・シティFC
2016年7月19日、メルボルン・シティFCへ2年契約で移籍した。

### パース・グローリーFC
2018年、パース・グローリーFCへ移籍した。

## 代表略歴
キルケニーはイングランド生まれ・オーストラリア育ちで、アイルランドの血もひいているため、これら3か国のいずれかのナショナルチームでプレイする資格を持っていた。ユース世代ではイングランド代表でプレイしてきたが、結局はオーストラリア代表でのプレーを選び、2006 FIFAワールドカップ前の親善試合リヒテンシュタイン代表戦で交代出場し、A代表デビューを飾った。北京オリンピックアジア予選のメンバーとして予選を戦った彼は本大会のメンバーにも残った。しかし本大会は1試合の出場に留まり、チームもグループステージ敗退となった。チームに戻った後は、代表スカウトから視察を受けたりしたものの、2010 FIFAワールドカップへのメンバー入りは叶わなかった。しかし2010年12月、AFCアジアカップ2011へ向けたメンバーとして、A代表に選出された。そして壮行試合のUAE戦で交代出場し初キャップを刻むと、アジアカップ本大会でも交代出場を中心に数試合に出場、決勝の日本戦にも途中出場した。

## 個人成績
| シーズン                     | 所属クラブ                   | 所属リーグ                   | リーグ | リーグ | カップ | カップ | リーグカップ | リーグカップ | リーグ1トロフィー | リーグ1トロフィー | プレーオフ | プレーオフ | 期間通算 | 期間通算 |
| シーズン                     | 所属クラブ                   | 所属リーグ                   | 出場   | 得点   | 出場   | 得点   | 出場         | 得点         | 出場              | 得点              | 出場       | 得点       | 出場     | 得点     |
| ---------------------------- | ---------------------------- | ---------------------------- | ------ | ------ | ------ | ------ | ------------ | ------------ | ----------------- | ----------------- | ---------- | ---------- | -------- | -------- |
| 2003–04                      | バーミンガム・シティ         | プレミアリーグ               | 0      | 0      | 0      | 0      | 0            | 0            | -                 | -                 | -          | -          | 0        | 0        |
| 2004–05                      | オールダム・アスレティック   | リーグ1                      | 27     | 4      | 3      | 0      | 0            | 0            | 4                 | 1                 | -          | -          | 34       | 5        |
| 2005–06                      | バーミンガム・シティ         | プレミアリーグ               | 18     | 0      | 4      | 0      | 3            | 0            | -                 | -                 | -          | -          | 25       | 0        |
| 2006–07                      | バーミンガム・シティ         | チャンピオンシップ           | 8      | 0      | 3      | 0      | 3            | 0            | -                 | -                 | -          | -          | 14       | 0        |
| 2007–08                      | オールダム・アスレティック   | リーグ1                      | 20     | 1      | 3      | 1      | 1            | 1            | 1                 | 0                 | -          | -          | 25       | 3        |
| バーミンガム・シティ通算     | バーミンガム・シティ通算     | バーミンガム・シティ通算     | 26     | 0      | 7      | 0      | 6            | 0            | 0                 | 0                 | 0          | 0          | 39       | 0        |
| 2007–08                      | リーズ・ユナイテッド         | リーグ1                      | 16     | 1      | 0      | 0      | 0            | 0            | 0                 | 0                 | 3          | 0          | 19       | 1        |
| 2008–09                      | リーズ・ユナイテッド         | リーグ1                      | 30     | 4      | 1      | 0      | 3            | 0            | 2                 | 0                 | 2          | 0          | 38       | 4        |
| 2009–10                      | リーズ・ユナイテッド         | リーグ1                      | 35     | 2      | 5      | 0      | 3            | 0            | 5                 | 2                 | -          | -          | 48       | 4        |
| 2010–11                      | リーズ・ユナイテッド         | チャンピオンシップ           | 19     | 0      | 0      | 0      | 2            | 1            | -                 | -                 | -          | -          | 21       | 1        |
| リーズ・ユナイテッド通算成績 | リーズ・ユナイテッド通算成績 | リーズ・ユナイテッド通算成績 | 100    | 7      | 6      | 0      | 8            | 1            | 7                 | 2                 | 5          | 0          | 126      | 10       |
| 総通算                       | 総通算                       | 総通算                       | 総通算 | 172    | 12     | 19     | 1            | 14           | 2                 | 12                | 3          | 5          | 0        | 222      |

### 代表歴
オーストラリア代表出場大会
- 北京オリンピック
- AFCアジアカップ2011